# Robert Pohl

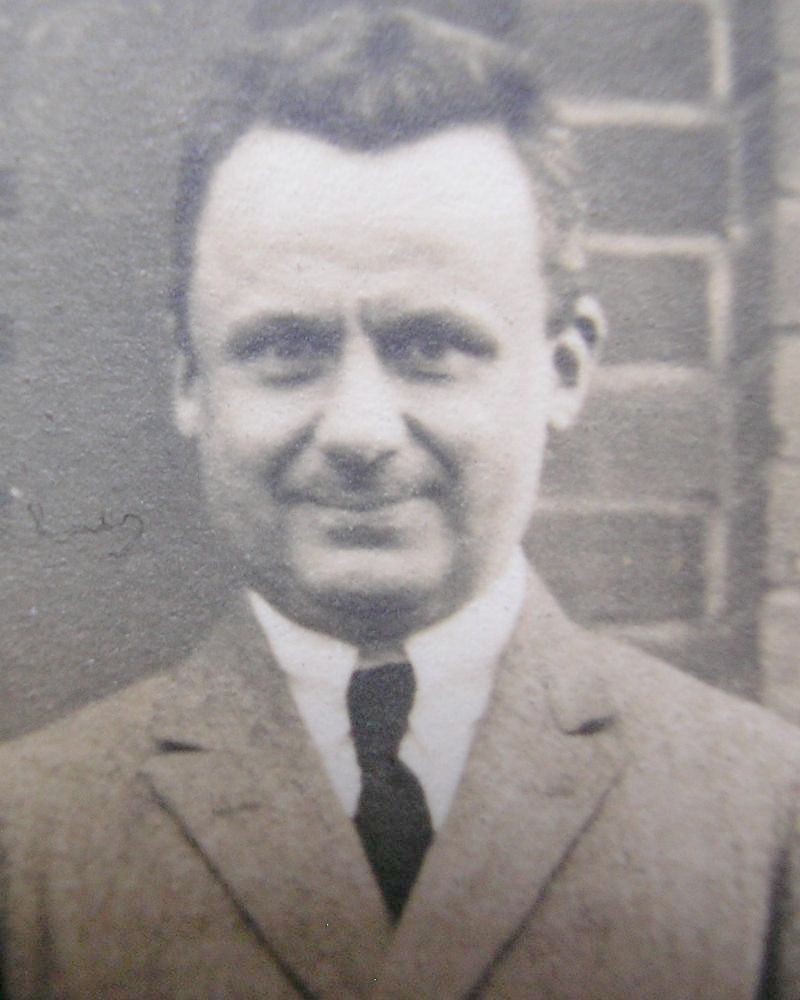
Robert Wichard Pohl

Robert Wichard Pohl (n. 10 august 1884 la Hamburg - d. 5 iunie 1976 la Göttingen) a fost un fizician german.
Un tip de pendul, pendulul lui Pohl, îi poartă numele.

## Biografie

### Studii
Tatăl său a fost inginerul de construcții navale Eugen Robert Pohl, iar mama sa, Martha, fiica profesorului Wichard Lange, fondatorul școlii private Dr. Wichard Lange.
După absolvirea școlii patronate de unchiul său, Pohl intră în 1895 la Gelehrtenschule des Johanneums din Hamburg, pe care o părăsește 1903, ca în semestrul de vară al acestui an să treacă la studiul științelor naturii la Universitatea din Heidelberg.
Acolo îl cunoaște pe viitorul mare fizician James Franck, cu care va lega o strânsă prietenie pentru tot restul vieții.
În semestrul de iarnă din 1903 se mută la Berlin pentru a studia fizica.
La scurt timp, în vara anului următor, începe lucrarea sa de doctorat sub îndrumarea lui Emil Warburg.
Acolo apare și prima sa publicație și aceasta prin susținerea fizicianului Bernhard Walter, alături de care Pohl avea să lucreze la studii privind difracția razelor Roentgen.

### Cariera
În vara lui 1906 obține doctoratul și începe să predea ca asistent sub conducerea directorului Heinrich Rubens.
În această perioadă îi apar câteva lucrări, în colaborare cu James Franck, privind deplasarea ionilor în gaze și viteza razelor Roentgen.
În 1909 începe lucrările privind efectul fotoelectric, iar din anul următor, alături de Peter Pringsheim, începe studii importante privind obținerea oglinzilor metalice.

## Distincții
- 1921: membru al Societății de Științe din Göttingen;
- 1949: membru corespondent al Academiei Bavareze de Științe;
- 1950: membru corespondent al Academiei de Științe din Heidelberg;
- 1959: Medalia Oersted din partea American Association of Physics Teachers;
- 1971: Medalia de onoare din partea orașului Göttingen;
- 1975: Placheta Phillips Matthäus Hahn din partea Societății Germane de Cronometrie.